# Villa di Montalto

Il casiere e l'ingresso di villa Montalto al Salviatino dove Gentile trovò la morte il 15 aprile 1944

La  Villa di Montalto si trova a Firenze in via del Salviatino, 6.

## Storia
Il nucleo più antico dell'edificio è forse un oratorio del XIV secolo, ricordato da una lapide.
La villa è situata su un'ampia terrazza affacciata su via Benedetto da Maiano e risale alla fine dell'Ottocento. La ricostruzione fu avviata nel 1885 dal principe prussiano Fritz von Hochberg, che si ispirò all'architettura della propria patria, circondandosi di un ampio parco. Più tardi passò alla famiglia napoletana De Marinis, tra i quali spiccava il bibliofilo Tammaro De Marinis, che vi raccolse una cospicua biblioteca e una pregevole collezione d'arte. Fu lui ad ospitare il filosofo Giovanni Gentile, che qui, davanti al cancello della villa, trovò la morte il 15 aprile 1944, assassinato da un commando di partigiani comunisti guidati da Bruno Fanciullacci.
Dopo il 1969 la villa passò alla famiglia Attanasio, che si stabilì nella foresteria destinando la villa a centro congressi.

## Descrizione
Si accede alla tenuta da un cancello su via del Salviatino e dopo aver percorso un lungo viale serpeggiante, fiancheggiato da tigli, lecci e cipressi. Il parco è infatti all'inglese, con attenzione alle vedute interessanti che si aprono tra la boscaglia. Solo vicino alla villa si trova un giardino geometrico, con siepi in bosso, statue a una vasca circolare al centro. Tramite scale si raggiunge una zona inferiore fiorita, dove si trova anche un prato decorato da palme e gruppi di "alberi della nebbia", nonché pergolati di rose banksiae. Altre specie presenti sono il tasso, un cedro argenteo e un gigantesco Laurus camphorae.
Dal belvedere affacciato sopra la via si eleva un colossale leccio e da qui si ammira un vasto panorama sulla collina di Poggio Gherardo.